# 소녀괴담 : 17살 여고생의 악몽
《소녀괴담: 17살 여고생의 악몽》(영어: The Haunting of Molly Hartley)은 미국에서 제작된 미키 리델 감독의 2008년 초자연 공포 영화이다. 헤일리 베넷, 제이크 웨버, 체이스 크로퍼드, 애너린 매코드 등이 출연하였고, 제니퍼 힐턴 등이 제작에 참여하였다. 좋지 않은 평을 받았으나 상업적으로는 어느 정도 성공하였다.

## 줄거리
로럴은 아빠와 차를 타고 가던 중 미안하지만 네가 18살을 맞이하게 할 수는 없다는 아빠의 말과 함께 아빠가 의도적으로 일으킨 교통 사고에 휘말린다. 차가 전복된 후에도 로럴이 살아 있자 아빠는 부서진 유리 조각을 로럴에게 꽂아 확실하게 죽여 버린다.
장면이 바뀌어 현재 새 출발을 위해 아빠 로버트와 이사를 하게 된 몰리가 등장한다. 전학 간 학교에선 조지프가 일방적으로 들이대고, 이 상황을 감지한 조지프의 여자친구 수지는 몰리를 경계하고 질투한다. 하지만 몰리는 현재 연애 같은 걸 할 여유가 전혀 없다. 실은 엄마 제인이 가슴에 칼을 찔러 자신을 죽이려 했고, 요즘 들어 자꾸 환청이 들려 심리 상담을 받는 중이기 때문이다.
그럼에도 몰리는 파티에서 수지와 시비가 붙고, 자신도 몰랐던 괴력으로 수지의 팔을 비틀어 버린다. 몰리는 점점 더 궁지에 빠지고, 그런 몰리 앞에 간호사의 도움으로 정신 병원에서 탈출한 엄마 제인이 나타난다. 제인은 거듭된 유산 끝에 갖게 된 아이가 몰리였지만 죽어 버렸는데, 어떤 사람이 나타나 18살이 되면 데려가는 조건으로 되살려 주는 계약을 걸었다고 밝힌다. 딸의 영혼과 세상을 구해야겠다며 몰리에게 달려들던 제인은 몰리와 몸싸움 끝에 2층 난간에서 떨어져 사망한다. 몰리는 그간의 상황을 바탕으로 제인의 말을 받아들일 수밖에 없고, 18번째 생일은 당장 내일로 닥친 상황. 결국 몰리는 영적 구원에 대해 늘상 말하던 반 친구 알렉시스를 따라가 교회에서 세례를 받기로 한다.
그러나 알렉시스는 몰리의 엄마를 돌보던 간호사가 자신의 엄마라고 밝히고, 네가 어떤 존재인지 알며 네 영혼을 구제하기 위함이라고 말하면서 몰리를 익사시키려고 한다. 몰리는 발버둥치다가 알렉시스가 욕조에 머리를 부딪혀 죽게 만든다. 조지프에게 위로를 받던 알렉시스는 그의 집에 들리게 되는데, 조지프는 초가 하나만 꽂혀 있는 케이크와 함께 몰리를 맞이한다. 그 자리에는 심리 상담가도 나타나는데, 애초에 악마와의 계약을 성립시킨 자가 이 심리 상담가라는 사실이 드러난다. 창밖에는 이 음모에 연루된, 악마를 받드는 무수한 신도들이 모여 있다. 심리 상담가는 로버트를 죽인다면 너의 신이라는 자가 어떻게 해줄지도 모른다며 몰리에게 칼을 건넨다. 차마 그럴 수 없는 몰리는 자신의 가슴에 칼을 꽂아 자살한다. 하지만 이미 자정의 종이 울려, 계약이 완전하게 발효되고 만다.
완전히 미쳐 버린 로버트는 몰리에게 책임이 있는 살인죄를 다 뒤집어쓰고, 더는 몰리가 아닌 존재가 된 몰리에게 버림을 받는다. 몰리가 악마를 받드는 집단의 중심이 되어 자신을 모시러 온 차에 조지프와 함께 오르며 영화가 끝난다.

## 출연진
- 헤일리 베넷 - 몰리 하틀리 역
- 제이크 웨버 - 로버트 하틀리 역
- 체이스 크로퍼드 - 조지프 영 역
- 섀넌 우드워드 - 리아 역
- 샤나 콜린스 - 알렉시스 화이트 역
- 애너린 매코드 - 수지 역
- 매린 힝클 - 제인 하틀리 역
- 니나 시마스코 - 어밀리아 에머슨 박사 역
- 조시 스튜어트 - 드레이퍼 씨 역: 교사.
- 제시카 라운즈 - 로럴 밀러 역
- 랜디 웨인 - 마이클 역
- 제이미 맥셰인 - 밀러 씨 역
- 론 캐나다 - 베넷 씨 역
- 케빈 쿠니 - 도널드슨 박사 역
- 로스 토머스 - 운동 선수 역
- 찰스 전 - 의사 역

## 기타 제작진
- 라인 제작: 브루스 웨인 길리스
- 협력 제작: 토드 얼먼
- 배역: 조지프 미들턴
- 미술: 존 러레나
- 의상: 어니타 커바다